# Parafia Najświętszej Maryi Panny Królowej Polski w Lęborku
Parafia pw. NMP Królowej Polski w Lęborku – rzymskokatolicka parafia należąca do dekanatu lęborskiego diecezji pelplińskiej w Lęborku.

## Proboszczowie
- ks. Andrzej Żur (2018–2024)[1]
- ks. kan. Wojciech Klawikowski (2024– )[1]